# 767

767(칠백육십칠)은 766보다 크고 768보다 작은 자연수다.

## 수학
- 합성수로, 그 약수는 1, 13, 59, 767이다. 진약수의 합은 73이므로, 767은 부족수다.
- 회문수다.
- {\displaystyle 60^{4}-1}은 767로 나누어떨어진다.

## 과학·기술
- NGC 767(영어판): 고래자리 방향에 있는 막대나선은하.
- 767 본디아(영어판): 소행성.
- 마쓰다 767(일본어판, 영어판): 마쓰다의 경주용 자동차.

## 교통

### 항공
- 보잉 767: 보잉에서 개발한 쌍발 제트 여객기.

### 도로
- 현도 제767호선

## 군사
- 767 해군 항공대(영어판): 과거 존재한 영국의 해군 항공대.
- U-767(영어판, 독일어판): 제2차 세계 대전에 사용된 나치 독일의 군용 잠수함.

## 문화유산
- 대한민국의 보물 제767호: 몽산화상법어략록(언해)

## 기타
- 연도: 767년, 기원전 767년